# 1960年ローマオリンピックのスイス選手団
1960年ローマオリンピックのスイス選手団（1960ねんローマオリンピックのスイスせんしゅだん）は、1960年8月25日から9月11日にかけてイタリアの首都ローマで開催された1960年ローマオリンピックのスイス選手団、およびその競技結果。

## メダル

### 銀
- Gustav Fischer — 馬術、馬場馬術個人
- Anton Bühler, Rudolf Günthardt, Hans Schwarzenbach — 馬術、総合馬術団体
- Hans Rudolf Spillmann — 射撃、300mライフル3姿勢

### 銅
- Anton Bühler — 馬術、総合馬術個人
- Ernst Hürlimann, Rolf Larcher — ボート、ダブルスカル
- Henri Copponex, Pierre Girard, Manfred Metzger — セーリング、5.5m